# Драга Димитријевић Дејановић
Драга Димитријевић Дејановић (Стара Кањижа, 30. август 1840 — Стари Бечеј, 26. јун 1871) била је српска друштвено-културна активисткиња, учитељица (наставница, гувернанта), глумица, књижевница и публицисткиња.
Објављивала је и под псеудонимом Драга Д-ћа. Због ставова које је заступала у вези са положајем жена у друштву с правом је названа „првом српском феминисткињом“.

## Биографија
Драга Дејановић рођена као Драга Димитријевић, у породици угледног адвоката Живојина Димитријевића и Његове супруге Софије. Њено родно место је била Стара Кањижа, али је добар део живота провела у Бечеју, у који се преселила са родитељима. Материјална ситуација Димитријевића је дозвољавала да Драга добије квалитетно образовање, па се школовала у угледном Институту Винчиков у Темишвару. Због озбиљног обољења очију морала је већ у тринаестој години да прекине школовање и врати се кући. Школовање наставља у Пешти, где је отпутовала рођаку Стеви В. Поповићу, директору Текелијанума. У Пешти се придружује кругу српске омладине и постаје ватрен заговорник женске равноправности.
Драга се у 21. години, против очеве воље, удала за учитеља Михаила Дејановића, али због неслагања карактера она убрзо напушта супруга и враћа се родитељима.
Убрзо потом наставља школовање у Пешти, где је отпутовала рођаку Стеви В. Поповићу, директору Текелијанума. У Пешти се придружује кругу српске омладине и постаје ватрен заговорник женске равноправности. Упознаје многе српске студенте, међу којима су Гига Глишић, Лаза Костић и Јован Турома и почиње да пише песме. Своје прве песме Драга Дејановић објављује 1862. године у часопису Даница, а убрзо потом у истом часопису излазе и њени први феминистички чланци.
Исте године, убрзо по оснивању Српског народног позоришта у Новом Саду Драга 1862. напушта родитељски дом, са жељом да се посвети глуми. Међутим, колико је као песникиња била радо читана и лепо прихваћена, као глумица је била незапажена. Није имала глумачког дара. Театру се посветила као родољуб и борац за женска права, у жељи да помогне српско позориште као патриотску и васпитну институцију у времену када су глумице представљале ретку појаву на домаћој сцени.
У глумачком послу опробала се и у Београду, али се убрзо повлачи са сцене и посвећује књижевном и педагошком раду. Опредељује се за просветну струку и добија дозволу да полаже учитељски испит. Године 1865. враћа се у Стари Бечеј, где ради као учитељица и мири се с мужем. То је период тихог и мирног живота, али материјално врло оскудног. Због сиромаштва није у могућности да се претплати на Младу Србадију и Матицу, што јој веома тешко пада.
Драгино прво дете, син Дејан, умро је 1867. године, а 26. јуна 1871. године, током другог порођаја, умире и она. Сахрањена је у Старом Бечеју.

## Позоришна каријера
Одлука да се окуша у позоришном свету била је храбар потез. Овим потезом Драга се успротивила утврђеним друштвеним правилима, што је наишло на отпор њене породице. Почела је да глуми у путујућој дружини Јована Кнежевића 1860. На сцени Српског народног позоришта први пут је заиграла у комедији Доктор Зољић Родерика Бенедикса, августа 1862. године. Почетком 1863. године била је кратко време члан Дилетантског друштва Уједињене омладине српске у Београду. Како није имала глумачког талента, Драга се убрзо повлачи са сцене, и посвећује се књижевном и педагошком раду. За позоришне потребе преводи са немачког, а њен превод шаљиве игре Ђаволасти певач Друштво је извело 4. септембра 1863. године као свечану представу у част рођендана кнеза Михаила.

### Улоге
- Роксанда Дукатићева (Доктор Зољић, Ј. Р. Бенедикса),
- Ковачица (Војнички бегунац, Е. Сиглигетија),
- Удовица (Инкогнито, Ј. Паларика),
- Чизмарка (Вампир и чизмар, Е. Сиглигетија),
- Јелка Чизмићева (Сеоска лола, Е. Тота)

## Литерарни рад
Поетски опус Драге Дејановић се дели на љубавну и родољубиву поезију. Родољубивом поезијом желела је да „пробуди народну самосвест“. Прве песме објавила је у часопису Даница 1862. године, а у истом часопису одмах потом објављује и свој први феминистички чланак. Прву и једину књигу, под насловом Списи, објавила је 1869. У књизи се налази и 45 песама, углавном родољубивих и љубавних. Одмах по објављивању прве књиге, позива на претплату за другу, приповетку Ускок Кариман, коју није стигла да објави. Овај рукопис је изгледа заувек изгубљен, али је у рукопису сачувано више њених дела: недовршена драма Деоба Јакшића, приповетка Свећеник у Морлаку, песма Мученик и педагошка расправа Мати. Заступљена је у многим антологијама српске поезије. Драга Димитријевић Дејановић, поред Милице Стојадиновић Српкиње, спада у најистакнутије песникиње српске романтичарске поезије.
Многе песме Драге Дејановић преточене су у староградске романсе, а најпознатија песма на њене стихове свакако је још увек популарна „Не знам зна ли“, познатија под називом „Једно момче црна ока“. На радију су је певали, између осталих и дует Буташ и дует Кондић-Гавриловић.

## Феминистичко деловање
Одмах по објављивању својих првих песама у часопису Даница 1862. године, Драга Дејановић објављује и чланак Зла срећа девојачка, у којем ће ова прва српска феминисткиња тражити за жене „право на привређивање”, а запажена је и на поселима у Београду, на којима је пропагирала идеје о еманципацији жена.
Прекретницу у њеном феминистичком деловању представља познанство са оснивачима и члановима Уједињене омладине српске (УОС). Њени оснивачи, који су као циљ истицали просвећивање Срба кроз развој културе и образовање, били су Светозар Марковић, Светозар Милетић и Владимир Јовановић. Драга им се прикључила, постајући велики борац за равноправност полова. Одана родољубљу и напретку, она у редове Уједињене омладине српске уноси нови поглед на еманципацију жена. Уместо уопштене приче она је проговорила о конкретном положају жена у Војводини и у Србији, о неразвијености друштва и укорењеним предрасудама којих се треба отрести „раденом еманципацијом", односно финансијским осамостаљивањем жена. Бори се за женска права, критикује Српкиње због пасивности, позива их да се покрену, држи предавања о важности образовања девојчица... Своје ставове износи у бројним чланцима које је објављивала у часопису Млада Србадија (1871), гласилу Уједињене омладине српске. Сарађивала је у часописима и листовима Даница (1862—1865), Јавор (1862—1863), Матица (1867—1870), Застава (1869, 1870).

## Дела
- Зла срећа девојачка, чланак (Даница, 1862)
- Списи Драге Дејановић, поезија (Д-ћа), (1869)
- Две, три речи Српкињама, есеј (Млада Србадија, 1871, Про Фемина, 1998)
- Еманципација Српкиња, есеј (Млада Србадија, 1871)
- Српским мајкама, есеј (Млада Србадија, 1871)